# イネス・アリマーダス・ガルシーア
イネス・アリマーダス・ガルシア（Inés Arrimadas García、アンダルシア州カディス県ヘレス・デ・ラ・フロンテーラ、1981年7月3日 - ）は、スペインの政治家、弁護士。2020年3月よりシウタダンス＝市民党（C's）の党首を務めている。
2012年から2019年までカタルーニャ自治州議会議員を務め、2015年の州議選ではC'sの自治州首相候補として選挙を戦った。スペイン語、カタルーニャ語、フランス語、英語を操る。

## 略歴

### 家族
イネスはサラマンカ県のサルモラル出身のルフィーノ・アリマーダスとイネス・ガルシーア夫妻の間の5人兄弟の末っ子として生まれた。 
60年代の間、一家は父親が働いていたバルセロナの科学警察と弁護士事務所近くのテトゥアン広場の近くで暮らしており、そのころ第一子を授かった。
1970年一家はカディス県のヘレス・デ・ラ・フロンテーラに移り住んだ。ルフィーノはデスカルソス通りに自身の弁護士事務所を開設し、また1979年から1983年の間には民主中道連合（UCD）から自治体議員となった。

### 生い立ち
イネスはヘレスのカトリック系のヌエストラ・セニョーラ・デル・ピラール学校で学び、そこでは演劇のクラスも受講した。当時は考古学者になることを夢見ていた。また両親がヘレスに転居する前に住んでいたバルセロナについて大いに興味を抱いており、カタルーニャ出身の同級生からカタルーニャ語を教わるほどまでであった。そしてFCバルセロナの熱烈なファンでもあった。

### 大学時代
18歳の時にセビリアに行き、パブロ・デ・オラビデ大学で法学（兄弟の内3人が学んだ）と経営学を学んだ。
また、エラスムス・プログラムでフランスのニースに行き、そこのInstitut de Préparation à l'Administration et à la Gestion (IPAG)で経営管理と国際ビジネスの大学院コースで学んだ。

### 職歴
24歳で学位取得後、石油化学企業のMATグループの品質管理部門の担当として1年半働いた。
その後6年間バルセロナに本社があるD’Alephで営業および戦略のコンサルタントとしての実績を積んだ。その間27歳の時にバルセロナに転居した。2010年女友達とルメーア劇場（Teatre Romea）で行われたシウタダンス＝市民党の行事に参加、そして翌年同党の青年組織のスポークスパーソンとして同党に入党した。 

### 政治家として

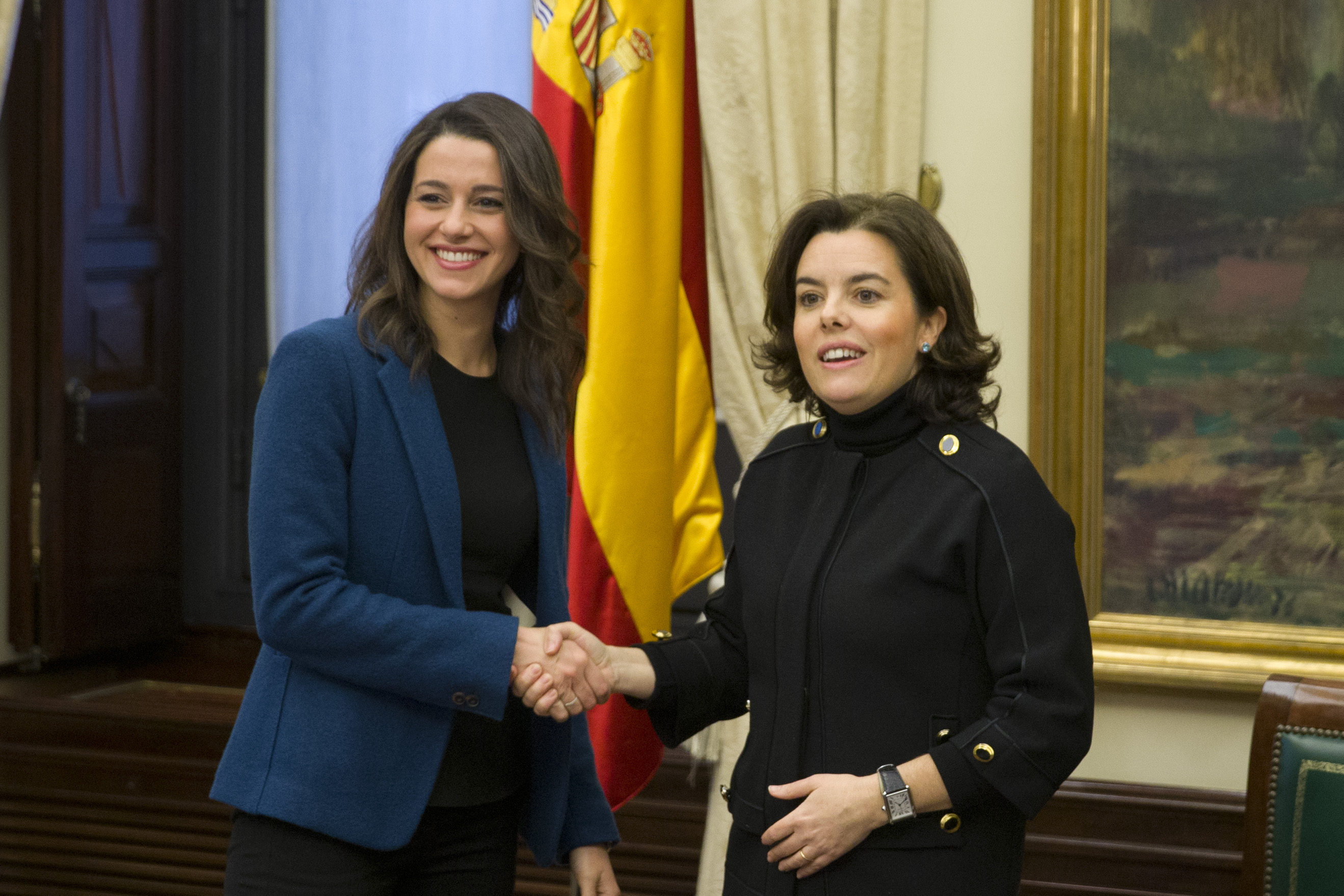
ソラヤ・サエンス・デ・サンタマリーア副首相と（2017年2月1日）

2012年D’Alephを退職したのちに、バルセロナの党リスト第4位に抜擢され、第10回カタルーニャ自治州議会の議員に選出された。まずスポークスパーソン補佐と州議会の企業と雇用委員会における党代表委員をはじめ；失業対策委員会；平等委員会；青年委員会；科学と技術諮問委員会、スパンエアー倒産に関する調査委員会などで委員を歴任した。 
また、ローカルレベルから自治州および全国レベルまでさまざまな今日の政治についてのプログラムや、あるいはメディアにパネリストとして参加もしている。EUの地域委員会において欧州自由民主同盟により贈られる指導者賞（Liberal Democrat Local and Regional Politicians Awards）の「2014年ヨーロッパ青年」部門の第2位に選ばれた。 
2015年6月州議会会派代表に選ばれた。また、2015年9月27日の2015年州議会選挙では自治州首相候補となり、同選挙でC'sは25議席を獲得し、野党第一党となったため、与党と対峙する野党代表となった。
2019年2月に下院議会へ立候補することを表明し、4月の総選挙で下院議員に当選をした。同選挙ではスペイン社会労働党(PSOE)が第1党となったが過半数を得ることができず連立協議にも失敗したため、11月に再選挙が実施されることとなった。この再選挙でC'sは大きく議席を減らし、その責任をとってアルベール・リベラは代表を辞任した。2020年3月、リベラの後任のC's代表にアリマーダスが選出された。